# Torskkrigen
Torskkrigen (isländska: Þorskastríðin) var en serie konflikter åren 1948–1976 mellan Island och huvudsakligen Storbritannien gällande rätten att fiska torsk utanför den isländska kusten.

## Andra torskkriget
Det andra torskkriget mellan Island och Storbritannien hade sin bakgrund i Islands utsträckning av sin fiskegräns 1972 från 12 till 50 sjömil utanför kusten. Detta ledde till en konflikt om vilken ekonomisk zon ett land kunde ha men också om vilka fångstmetoder som var acceptabla vid djuphavsfiske. Brittiska trålare som tog sig in i zonen skyddades av den brittiska flottan. Konflikten löstes 1973 när den isländska regeringen tillät ett begränsat antal brittiska trålare att fiska inne i zonen.

## Tredje torskkriget
År 1975 utsträckte Island sin ekonomiska zon till 200 sjömil utanför kusten, vilket gjorde att konflikten blossade upp igen 1975–1976. Den isländska kustbevakningen ingrep mot brittiska trålare och klippte med hjälp av specialbyggda båtar helt sonika av trålarna för dem. Mot den isländska kustbevakningen ställde den brittiska flottan upp 22 fregatter. Det förekom incidenter mellan isländska kustbevakningsfartyg och brittiska fregatter. Konflikten löstes när den isländska regeringen hotade med att stänga den amerikanska flygbasen i Keflavík. Storbritannien gick med på att efter den 1 december 1976 inte fiska inom det tidigare omtvistade området.

## Förluster
Att endast en person dog under torskkrigen berodde mest på tur för båda parter då det förekom både eldgivning med kanoner och rena ramningar av båtar.

## Resultat
Torskkrigen räddade det isländska fiskbeståndet från överfiske.

### Fotnoter
1. ↑  Útfærsla efnahagslögsögunnar Arkiverad 5 februari 2012 hämtat från the Wayback Machine.